# Berta Schäfer (Widerstandskämpferin)
Berta Schäfer, geborene Langer (* 18. Juli 1890 in Lodz; † 11. Februar 1945 in Ravensbrück) war eine deutsche Widerstandskämpferin zur Zeit des Nationalsozialismus in Gera.

## Biographie
Berta Schäfer zog zusammen mit ihren Eltern 1905 nach Gera. Hier arbeitete sie in verschiedenen Industriebetrieben. Schäfer engagierte sich politisch und gehörte dem Jung-Spartakus-Bund, dem Bund der Freunde der Sowjetunion sowie der Roten Hilfe an. Mit ihrem späteren Mann war sie in der KPD aktiv. Mit ihm hatte sie zwei Töchter. Während der NS-Zeit wurde der Familie 1934 aufgrund einer nach den Nürnberger Gesetzen festgestellten jüdischen Linie die Staatsbürgerschaft entzogen. Auch verlor ihr Ehemann im Zuge von Säuberungsaktionen seine Stelle als Krankenpfleger am städtischen Krankenhaus. Dem ständigen Druck, sich von seiner jüdischen Frau scheiden zu lassen, widerstand er während der gesamten NS-Zeit. Ständige Hausdurchsuchungen, Arbeitslager und Zwangsarbeit waren noch die kleineren Übel, die ihre Familie durchzustehen hatte. Eine ihrer Töchter, die von einem „Arier“ ein Kind bekommen hatte, wurde wegen dieses Verbrechens – Rassenschande – ins Konzentrationslager gebracht und kehrte 1945 krank zurück. Berta Schäfer selbst kam im September 1944 ins KZ Ravensbrück, wo sie am 11. Februar 1945 den Tod fand.

## Würdigung

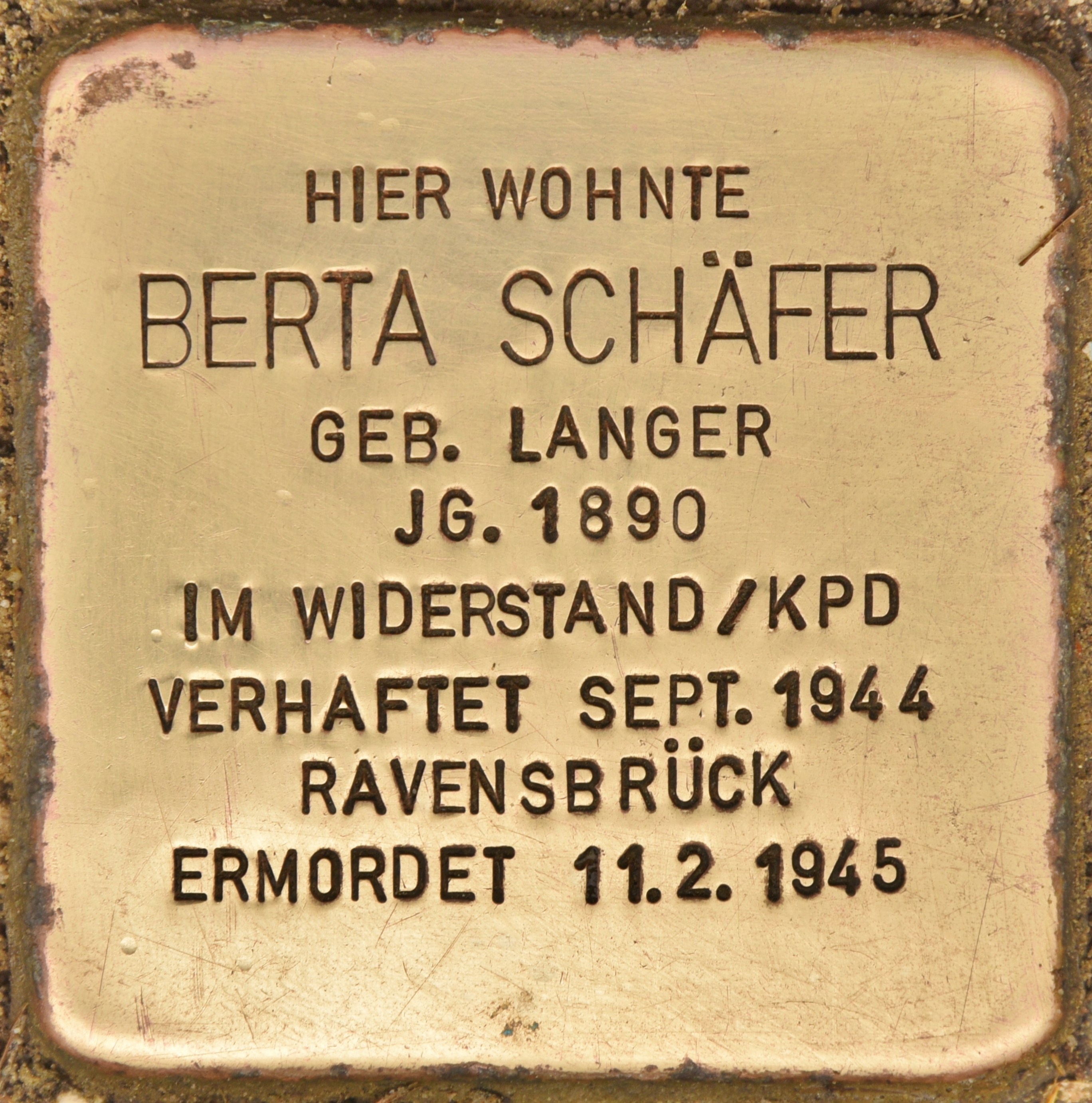
Stolperstein in Gera

Im Geraer Neubaugebiet Lusan gibt es seit dem 3. Mai 1978 eine Berta-Schäfer-Straße. Am 10. Juli 2010 wurde das Triebfahrzeug 201 der Geraer Straßenbahn beim Tag der Offenen Tür auf ihren Namen getauft.
Ein Stolperstein in der Schmelzhüttenstraße in Gera erinnert an ihr Schicksal.